# Cofradía del Socorro (Antequera)
La Sacramental de San Salvador, Real e Ilustre Archicofradía de la Santa Cruz en Jerusalén, Nuestro Padre Jesús Nazareno y María Santísima del Socorro Coronada es una cofradía de la Semana Santa de Antequera, (Málaga).
Esta cofradía sale en procesión el Viernes Santo. Tiene su sede canónica en la iglesia de santa María Jesús situada en la Plaza del Portichuelo. Es de las cofradías más populares de la ciudad y su titular, Ntra. Sra. del Socorro, la imagen mariana con mayor devoción.

## Historia
Los frailes Terceros, en el año 1527, fundaron en Antequera, en su barrio del Portichuelo, una cofradía con el título de Jesús Nazareno, que todos los años procesionaba en las mañanas del Viernes Santo. Al poco tiempo compraron los cofrades el sitio para su capilla.
Así las cosas, sucedió que al establecerse los P.P. Dominicos en nuestra ciudad, con fecha 24 de agosto de 1586, en virtud de un privilegio de S.S. Pío IV, en el que les facultaba a agregar a sus iglesias todas las cofradías del nombre de Jesús, entablaron un pleito con la cofradía de Jesús Nazareno reclamándola para sí, lo que realmente consiguieron a la altura del año 1617, haciéndose cargo de los enseres cofradieros y dando por terminados los días de la misma. Ello no fue inconveniente para que a los tres años, la Santa Sede facultase el establecimiento de otra cofradía en la misma iglesia, con diverso nombre, pero con los mismos cofrades y frailes Terceros y que tomó por nombre de la Santa Cruz en Jerusalén, Jesús Nazareno y Nuestra Señora del Socorro. Sus primeros Estatutos fueron aprobados por el Iltmo. Sr. Luis Fernández de Córdoba, Obispo de Málaga, con fecha 21 de febrero de 1620.
A partir de entonces, habida cuenta de que la cofradía perjudicada se reorganizó con otro nombre al poco tiempo, comenzó la denominación de “La de arriba” y “La de Abajo”, dada su posición descendente y ascendente en la topografía de nuestra ciudad.
Era uso y costumbre, dentro de las actividades de las diversas cofradías, unirse y agruparse, lo que entre otras cosas, las permitía participar mutuamente de los bienes espirituales respectivos además del apoyo mutuo que se prestaban, generando no pocos beneficios en favor de sus cofrades y de todo el pueblo piadoso.
Por lo que hace a la cofradía de la Santa Cruz en Jerusalén, se halló unida a la del Santísimo Sacramento de la parroquia del Salvador , ubicada en las inmediaciones del patio de armas del castillo y que con posterioridad pasó a la iglesia de San Miguel, permaneciendo este hermanamiento hasta su fusión en la última década del siglo XX.
Cofradía Pontificia.- Es notorio que la cofradía de la Santa Cruz en Jerusalén, nació bajo el patrocinio de la Santa Sede, mereciendo su aprobación y privilegios a lo largo de su trayectoria evangélica, estando considerada como cosa suya por los Pontífices Paulo V y Gregorio XIV, quienes por Bulas Apostólicas conceden a sus cofrades indulgencias y concesiones en favor de la Iglesia de Santa María de Jesús, tierra de Antequera. Durante los siglos XVII y XVIII la Cofradía vive momentos de gran esplendor, debido a que entre sus cargos de mayor relevancia siempre se encontraban importantes personajes de la ciudad.
En el siglo XIX, llegada la denominada Desamortización de Mendizabal por la que se disolvían todas las Órdenes Religiosas, a excepción de las creadas para la beneficencia pública, la iglesia de Santa María de Jesús pasó por serios peligros de incautación que se vieron salvados gracias a la fortaleza y constancia de los cofrades.
Real Cofradía.- Suprimidas las cofradías, como queda dicho, estas no podían seguir funcionado legalmente, prolongándose esta situación hasta la restauración monárquica del Rey Alfonso XII en 1874. No obstante, mucho antes, la Cofradía logró su restauración jurídica, en
virtud de un Real Decreto de S.M. La Reina Isabel II promulgado en 1861 en cuyo año fue nombrada Hermana Mayor de la cofradía de la Santa Cruz en Jerusalén y de María Santísima del Socorro.
Título y Prerrogativa de Archicofradía.- Su Santidad Pío IX otorgó a través de dos Breves Pontificios dos concesiones de indudable interés para la Cofradía. El primero asociando a la iglesia de Santa María de Jesús de Antequera, a la Basílica del Salvador, también de San Juan de Letrán en Roma, fechado en 19-XII-1876. En virtud del segundo,en el año 1877, concedió el Título y Prerrogativa de Archicofradía a la misma.
En el siglo XX, la Archicofradía pasó por numerosos altibajos, fiel reflejo de todos los acontecimientos vividos en España, siendo lógicamente en los años treinta cuando la Cofradía padece gran desconcierto e importantes pérdidas en su patrimonio, destacando también como adversos los años sesenta en los que dentro de la misma se produce un gran decaimiento que hace pensar en su extinción hasta que en 1969 se produjo una importante renovación en su Junta Directiva, encabezada por D. Gonzalo Ruiz Rojas, en la que se dio entrada a una serie de personas de diversa índole social y edad, que hicieron que el Viernes Santo de ese año y tras diez años sin hacerlo, los tres pasos de la cofradía volvieran a realizar su desfile procesional por las calles de Antequera, iniciándose así otra etapa de esplendor en la Cofradía que perdura hasta nuestros días.

## Imágenes titulares

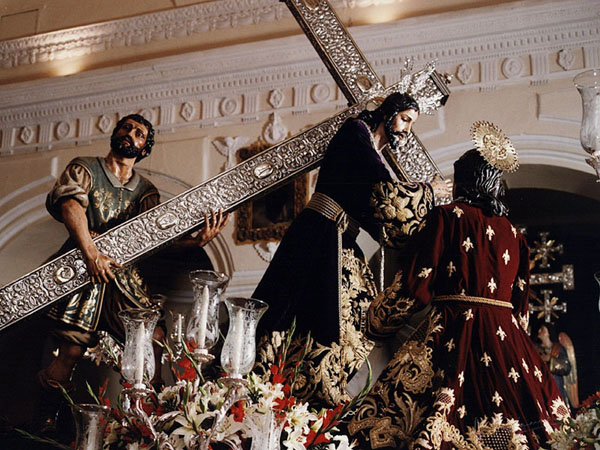
Trono Nazareno

### Nuestro Padre Jesús Nazareno
Desde el momento de la fundación existió una imagen de Jesús Nazareno,  también propiedad de los Terceros,  que fue sustituida en 1725 por la que ha llegado hasta nosotros.  Se trata de una escultura de vestir de tamaño natural,  a la que se le amputó parte de la cabellera,  tallada en madera en una época no determinada (posiblemente a finales del siglo XVIII o comienzos del XIX), para poderle colocar peluca de pelo natural.  En 1971 el artista local José Romero volvió a tallar en madera de pino el pelo del Nazareno,  siguiendo para ello modelos formales del barroco sevillano.  Jesús Nazareno aparece en actitud de caminar,  inclinando el cuerpo hacia delante como rendido por el peso de la cruz,  que toma con ambas manos.  El modelado del rostro consigue una serenidad idealizada,  sin que los efectos del dolor o la sangre desdibujen el ideal de belleza perseguido por el anónimo artista.  Las manos y los pies están tallados con gran precisión anatómica.; Santa Mujer Verónica, de José Romero Benítez, 1983 y Simón Cirineo, de Gabriel de Astorga y Miranda, 1876.

### Nuestra Señora del Socorro Coronada
Anónimo, siglo XVI. Tal como hoy la conocemos es el resultado de varias intervenciones realizadas a lo largo de los últimos cuatro siglos. Enmarcada en la época de la Virgen de las Angustias de Granada, siguiendo en su iconografía el modelo de las "Soledades" castellanas difundidas en Andalucía por el escultor Gaspar Becerra. Miguel Márquez (artista antequerano) la restaura en 1792, incorporándole ojos de cristal debido al deterioro de los mismos y a que era lo habitual a partir de mediados del siglo XVII, en esta restauración también se renovaron las carnaciones del rostro y de las manos.
Ya en los años 60 del siglo XX fue nuevamente re-policromada por Emilio del Moral Herranz (artista granadino que ejercía como profesor en la Escuela de Artes y Oficios en Antequera) pero ya que esta intervención no fue muy acertada, en 1971 tras la reorganización de la Cofradía, José Romero Benítez (otro artista local) le mejora la línea de las cejas y la policromía nuevamente. En 1979 se decidió realizar la última y más profunda intervención hasta hoy, se trasladó a Sevilla donde volvió a ser restaurada por el escultor Francisco Buiza Fernández quien le realizó algunas modificaciones de importancia, como fueron el anatomizar el cuello tornándole la postura levantada del rostro por la actual de mirada baja, así como renovar el candelero y la policromía de las carnaciones.
Actualmente, es la imagen mariana más antigua de la Semana Santa Antequerana y una de las más veneradas dentro de la provincia de Málaga. Fue coronada canónicamente el 15 de agosto de 1988.

### Santa Cruz de Jerusalén
Es un"paso"  alegórico que abre el desfile procesional de la Cofradía.  Esta pieza de grandes dimensio-  nes en la que la imagen está ausente,  es obra del siglo XIX del orfebre antequerano Francisco Duran y representa el paso insignia de la cofradía.  El interior es de madera y el exterior de plata blanca repujada.

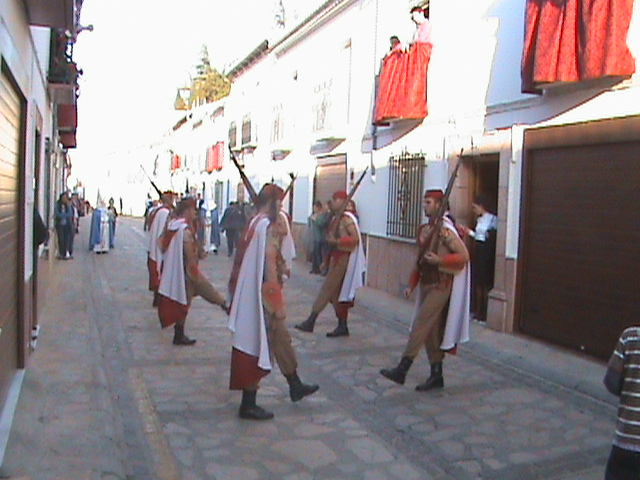
Regulares procesionando con la Cofradía del Socorro en la calle de Los Herradores, Antequera

## Pertenencias
Manto procesional negro, elaborado entre los años 1818 y 1819, de Antonia Palomo; un manto procesional azul, elaborado por Luis Reynes Casadeval, entre los años 1866 y 1873; una corona, fabricada por Diego Ruiz Pérez en el año 1781; otra corona, fabricada por Seco Velasco en el año 1953; un estandarte de plata del Nazareno del siglo XVIII y un estandarte de plata de la Virgen, elaborado por Francisco Duran en el siglo XIX.

## Hábitos
Los nazarenos de Jesús Nazareno tienen una túnica azul oscuro con una capa blanca, capirote y cíngulo blanco. Los nazarenos de la Virgen del Socorro llevan una túnica azul claro con botonería amarilla, junto con una capa blanca, capirote y cíngulo blanco. La procesión es acompañada por los regulares

## Redes Sociales
La cofradía del Socorro se encuentra presente en las principales redes sociales Instagram, Twitter  y Facebook también posee su propia página web donde podrás encontrar más información sobre la misa www.archicofradiadelsocorro.es
- Datos: Q5776432